# Wieża Gaussa
Wieża Gaussa – wieża widokowa usytuowana na szczycie góry Hoher Hagen, na północny zachód od Jühnde, w gminie zbiorowej Dransfeld w Niemczech. Nazwana na cześć niemieckiego matematyka, Carla Friedricha Gaussa. 
Do wieży można dojechać samochodem. Wewnątrz wieży działa restauracja z panoramicznym widokiem.

## Historia

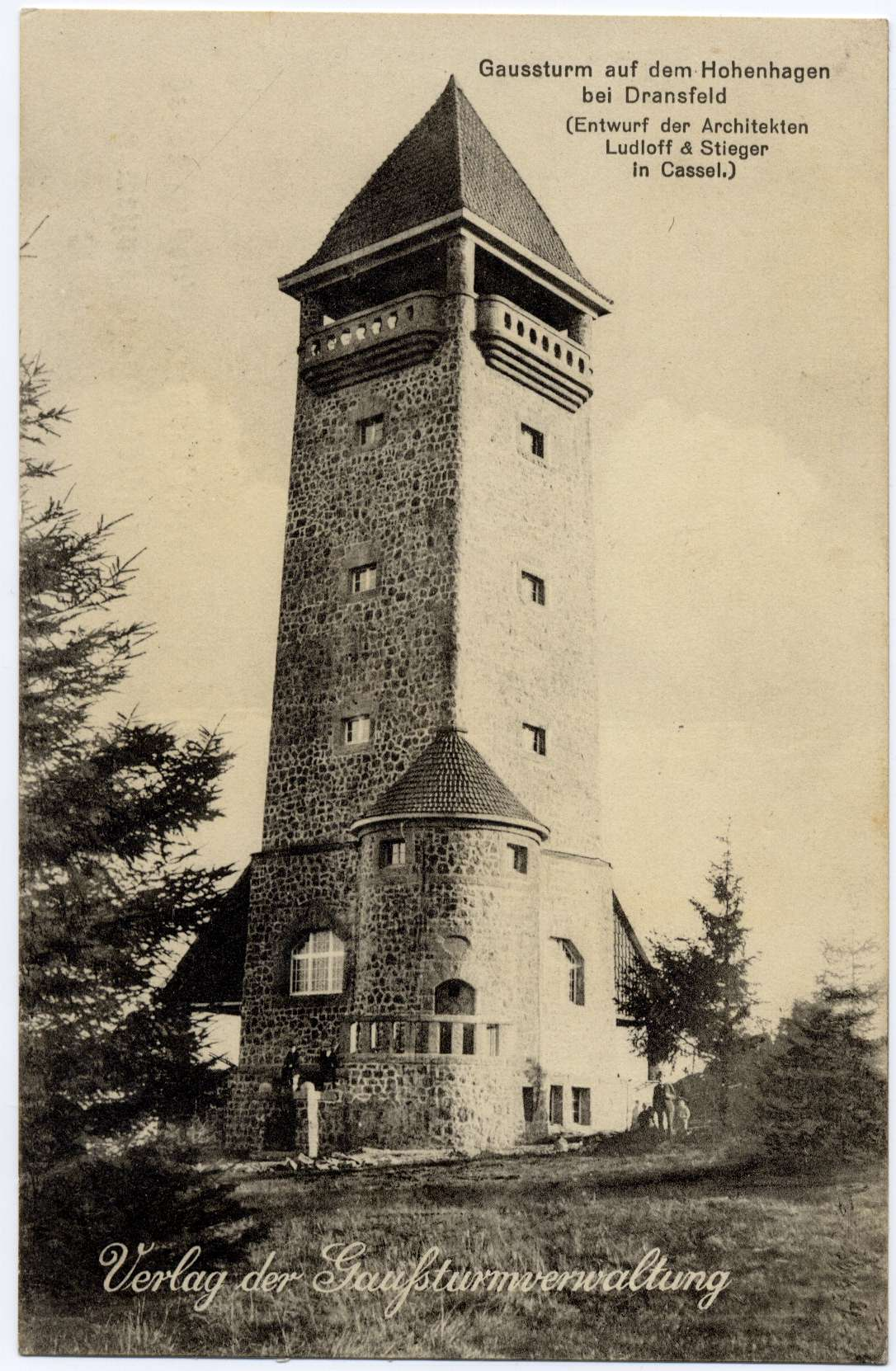
Stara wieża

Stara wieża została zaprojektowana w latach 1909–1911. Projekt, według którego obiekt został wybudowany, zakładał powstanie ze skał bazaltowych wieży o wysokości 32,3 m, z tarasem widokowym na wysokości 22,17 m. W wyniku postępujących w kierunku wieży prac kopalnianych budowla zawaliła się w 1963 z powodu rozluźnienia się gleby pod jej fundamentami. Niedługo później, w listopadzie 1963 roku, rozpoczęła się budowa nowej wieży, trwająca 11 miesięcy. Nowa wieża została oddana do użytku we wrześniu 1964 roku.

## Dane
- Okres budowy: 11 miesięcy
- Data ukończenia: wrzesień 1964
- Wzniesienie: 528 m n.p.m.
- Wysokość wieży: 51 m
- Fundament: 6 m głębokości, 13 m średnicy
- Średnica podstawy: 18 m (na wysokości 14,5 m)
- Średnica platformy obserwacyjnej: 13 m
- Udźwig windy: 8 osób
- Czas wjazdu: 55 sekund
- Liczba stopni schodów awaryjnych: 225